# Perezville (Texas)
Perezville es un lugar designado por el censo ubicado en el condado de Hidalgo en el estado estadounidense de Texas. En el Censo de 2010 tenía una población de 5.376 habitantes y una densidad poblacional de 1.257,23 personas por km².

## Geografía
Perezville se encuentra ubicado en las coordenadas 26°14′22″N 98°24′8″O / 26.23944, -98.40222. Según la Oficina del Censo de los Estados Unidos, Perezville tiene una superficie total de 4.28 km², de la cual 4.28 km² corresponden a tierra firme y (0%) 0 km² es agua.

## Demografía
Según el censo de 2010, había 5.376 personas residiendo en Perezville. La densidad de población era de 1.257,23 hab./km². De los 5.376 habitantes, Perezville estaba compuesto por el 98.87% blancos, el 0.11% eran afroamericanos, el 0.35% eran amerindios, el 0.06% eran asiáticos, el 0% eran isleños del Pacífico, el 0.41% eran de otras razas y el 0.2% pertenecían a dos o más razas. Del total de la población el 72.94% eran hispanos o latinos de cualquier raza.

## Educación
El Distrito Escolar Independiente de La Joya gestiona escuelas públicas que sirven al lugar. Las escuelas son:
- Primarias: Guillermo Flores, Henry B. Gonzáles, JFK, y E.B. Reyna[8]
- Secundarias: C. Chavez, Irene Garcia, y A. Richards[9]
- La Escuela Preparatoria La Joya[10]